# Mouzinho
Mouzinho Barreto de Lima (Maliana, 26 febbraio 2002) è un calciatore est-timorese, attaccante dell'Igalo.

## Carriera

### Club
Dopo alcune esperienze in patria e in Cambogia, nel 2025 si trasferì nella seconda divisione montenegrina per vestire la maglia dell'Igalo.

### Nazionale
Esordì con la nazionale di Timor Est il 7 giugno 2019 contro la Malaysia. Il 5 maggio 2022 segnò il suo primo gol in nazionale, contro il Brunei.